# Presentación de príncipes (España)
La presentación de recién nacidos fue una ceremonia palatina de la corte española destinada a presentar públicamente a los príncipes recién nacidos.

## Historia

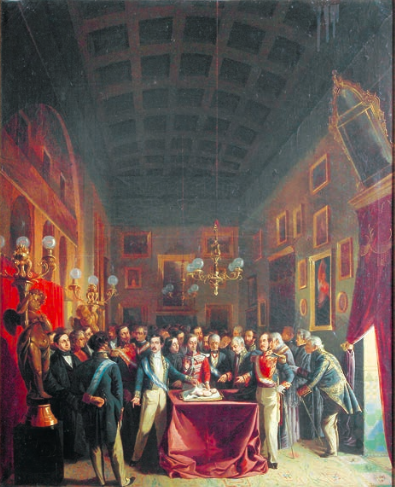
La primera presentación de que se tiene noticia, la de María Isabel de Orléans, hija del príncipe Antonio de Orleans, duque de Montpensier y su esposa la infanta Luisa Fernanda, en un salón del Alcázar de Sevilla. (Óleo de Benjumea)

Las primeras noticias de esta ceremonia coinciden con los años 1833 y 1834, años de nacimiento de las infantas María Cristina y María Amalia, hijas del infante Francisco de Paula.
La primera presentación reglada de que se tiene noticia exacta es la de la hija primogénita de la infanta Luisa Fernanda, hermana de Isabel II y su marido el príncipe Antonio de Orléans, duque de Montpensier en septiembre de 1848. El matrimonio había tenido exiliarse de Francia, donde reinaba el padre del duque de Montpensier, Luis Felipe; tras la revolución que le derrocó del trono en julio de 1848. La ceremonia se celebró en el Alcázar de Sevilla, residencia designada por Isabel II a los padres de la neófita que fue presentada por Luis José Sartorius, por entonces ministro de la Gobernación. El acontecimiento gozó de cierta importancia, siendo representado (junto con la ceremonia del bautizo) por el pintor sevillano Rafael Benjumea.

En octubre de 1857 Isabel II dictó disposiciones sobre el ceremonial a observar en el nacimiento y presentación del vástago del que estaba embarazada, el futuro Alfonso XII. El texto de ese real decreto disponía:
Art. 6.° El Rey mi augusto y mi muy amado Esposo, acompañado de mis Secretarios del Despacho, de mi Camarera mayor y de los Jefes de Palacio, presentará al recien nacido ó recien nacida al Cuerpo diplomático extranjero y demas personas reunidas en Palacio en virtud del présente decreto.

Art. 7. º El Ministro de Gracia y Justicia, como Notario mayor del Reino, extenderá el acta del nacimiento y presentación, terminada que sea esta ceremonia.
La ceremonia más importante se produjo con el nacimiento de Alfonso XIII en 1886, por tratarse de la primera vez en España que un monarca nacía rey, y por ser la primera presentación de un rey en la corte española.

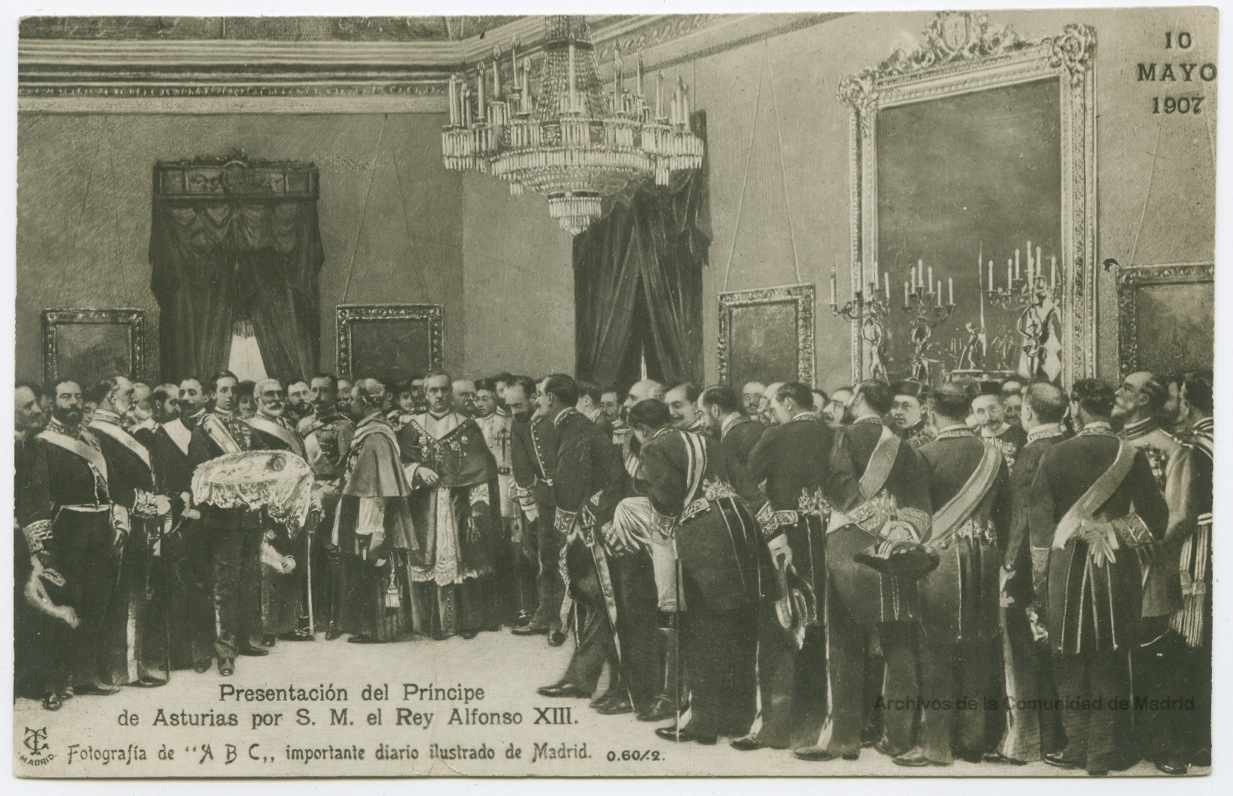
Presentación de Alfonso, príncipe de Asturias en 1907. El recién nacido era portado por su padre, Alfonso XIII.

La última ceremonia de presentación de cierta importancia fue la del hijo primogénito de Alfonso XIII, el príncipe Alfonso, el 11 de mayo de 1907.
La última presentación fue la del infante don Gonzalo de Borbón y Battenberg, último hijo de Alfonso XIII y Victoria Eugenia el 24 de octubre de 1914.

## Descripción
La presentación estaba reservada a presentar los siguientes recién nacidos: 
- Monarca español[5]
- Príncipes de Asturias[9][7]
- Infantes de España[10][8][11][12][13]
- Príncipes con tratamiento y honores de infante de España.[14]

La ceremonia de presentación se producía pocos instantes después del nacimiento del regio vástago. La presentación se producía en una sala del palacio en que hubiera nacido el niño, cercana a las habitaciones de la reina en que acababa de ver la luz. En esta sala y otras adyacentes se encontraban las personas designadas previamente para asistir al nacimiento y la presentación. Estas personas variaban según la importancia del recién nacido. En la presentación de Alfonso, príncipe de Asturias en 1907 se designaron a personajes de gran relevancia ceremonial y política. En contraste, en la presentación del príncipe Ataulfo de Orleans no se designaron previamente personas, pero en su presentación estuvieron presentes un pequeño número de personas.
La presentación era realizada por el padre del recién nacido, que entraba en esta sala portando al bebé sobre una bandeja de plata vestida con lienzos, telas y encajes ricos.

### Individuales
1. 1 2  «Real órden designando é invitando para pasar á Sevilla á asistir á las ceremonias de la presentación y bautismo de lo que dé á luz S. A. R. la Serma. Sra. Infanta Doña María Luisa Fernanda las personas siguientes.». Gazeta de Madrid (5083). 13 de agosto de 1848.
2. ↑  «Esta noche ha dado á luz con toda felicidad S.A.R. la Serma. Sra. Infanta Doña María Luisa Fernanda una princesa.». Gaceta de Madrid (5126). 25 de septiembre de 1848. p. 1.
3. ↑  Valdivieso, Enrique (2018). «Rafael Benjumea, pintor romántico sevillano al servicio de Isabel II». Boletín de la Real academia Sevillana de Buenas Letras: Minervae Baeticae (46): 227-252. ISSN 0214-4395. Consultado el 10 de junio de 2023.
4. ↑  «Real decreto dictando disposiciones sobre la verificación de las ceremonias que deben tener lugar con motivo del alumbramiento de S. M. la Reina.». Gaceta de Madrid (1734). 4 de octubre de 1857. p. 1.
5. 1 2  «Acta del nacimiento y presentación de S.M. el Rey.». Gaceta de Madrid (138). 17 de mayo de 1886. pp. 483-486. Consultado el 30 de diciembre de 2019.
6. ↑  «Nacimiento del heredero de la Corona». ABC (periódico) (706). 11 de mayo de 1907. pp. 1-2.
7. 1 2  «Acta de nacimiento y presentación de S.A.R. el Sermo. Sr. Príncipe de Asturias.». Gaceta de Madrid (131). 11 de mayo de 1907.
8. 1 2  «Acta de nacimientos y presentación del Infante que ha dado a luz Su Majestad la Reina Doña Victoria Eugenia (q.D.g).». Gaceta de Madrid. 25 de octubre de 1914.
9. ↑  «Acta del nacimiento de S. A. R. el Sermo. Príncipe de Astúrias». Gaceta de Madrid. 30 de noviembre de 1857. pp. 1-2.
10. ↑  «Acta de nacimiento y presentación de la Infanta que ha dado á luz Su Majestad la Reina Doña Victoria Eugenia.». Gaceta de Madrid. 23 de junio de 1909.
11. ↑  «Acta de nacimiento y presentación del Infante que ha dado á luz S. M. la Reina.». Gaceta de Madrid. 21 de junio de 1913.
12. ↑  «Acta de nacimiento y presentación del Infante que ha dado á luz S. A. R. la Serenísima Señora Infanta María Teresa.». Gaceta de Madrid. 28 de marzo de 1909.
13. ↑  «Acta de nacimiento y presentación del Infante que ha dado á luz S.A.R. la Serma. Sra. Infanta Doña María Teresa.». Gaceta de Madrid (348). 14 de diciembre de 1906. pp. 983-984.
14. 1 2  «De la Corte. La Familia Real». ABC (periódico). 21 de octubre de 1913. pp. 10-11.
15. ↑  Asistieron el jefe del Gobierno (entonces Álvaro de Figueroa, conde de Romanones), los ministros de Estado (Antonio López Muñoz) y Gracia y Justicia (Pedro Rodríguez de la Borbolla), nuncio de Su Santidad (Francesco Ragonesi), embajador de Alemania, introductor de embajadores; Andrés Avelino de Salabert y Arteaga, VIII marqués de la Torrecilla; Mariano Fernández de Henestrosa y Ortiz de Mioño, I duque de Santo Mauro, general Aznar; María Luisa de Carvajal y Dávalos, IV duquesa de San Carlos; María de la Natividad Quindós y Villarroel, III duquesa de la Conquista, marqués de Borja y el obispo de Sión.
16. ↑  Miller Collier, William (1912). «XII. The birth and presentation of the Prince of Asturias». At the Court of His Catholic Majesty (en inglés). Chicago: A. C. McClurg & co. pp. 235-236. Wikidata Q106418926. Consultado el 2 de marzo de 2023.

- Datos: Q116007284
- Multimedia: Presentación de príncipes (Spain) / Q116007284